# Joan Gamper
Joan Gamper, ursprungligen Hans-Max Gamper, även känd som Joan Kamper, Hans Gamper, Johannes Gamper och Kans Kamper, född  22 november 1877 i Winterthur i Schweiz, död 30 juli 1930 i Schweiz, var en fotbollspionjär som grundade klubbar i Schweiz och Spanien. Den mest framgångsrika klubben är spanska FC Barcelona, vilken Gamper som klubbpresident hjälpte att bli en av de främsta fotbollsklubbarna i världen.

## Biografi

### Tidiga år
Joan Gamper var den äldste sonen och det tredje av fem barn till August och Rosine Emma Gamper (flicknamn Haessig). Hans mor dog i tuberkulos när han var åtta år varpå familjen flyttade till Zürich. Som yngling tyckte han om cykling och löpning. I hela sitt liv älskade han sport och spelade förutom fotboll även rugby, tennis och golf. I Schweiz ansågs han vara en mycket god fotbollsspelare och var lagkapten för FC Basel innan han hjälpte starta upp FC Excelsior Zürich och FC Zürich – två lag han även kom att spela för. 1897 flyttade han till Lyon i Frankrike för ett arbete, där han även spelade rugby för Athletique Union.

### FC Barcelona
1898 besökte Gamper sin onkel Emili Gaissert i Barcelona. Gamper var på väg till Afrika för att starta upp några sockerföretag men blev förälskad i den spanska staden och bestämde sig för att stanna där. Han lärde sig flytande katalanska och tog den katalanska varianten av sitt namn, Joan Gamper. Som revisor fick han jobb hos Crédit Lyonnais, Sarria och som sportkolumnist för schweiziska tidningar. Han gick med i den lokala schweiziska evangelistkyrkan och började spela fotboll med protestanter i Sarrià-Saint Gervasi. Han hjälpte även till att starta en tidning som hette Los Deportes.

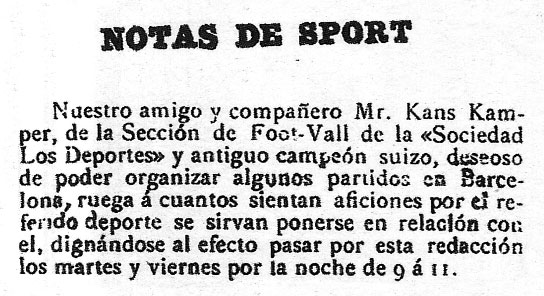
Annonsen i Los Deportes

22 oktober 1899 lade Gamper in en annons i tidningen där han skrev att han ville starta en fotbollsklubb. Ett positivt svar resulterade i ett möte på Gimanasio Sole 29 november och där grundades FC Barcelona. Grundarna bestod av en grupp schweizare, britter och spanska entusiaster. Det sägs att Gamper valde klubbens legendariska färger, blaugrana, efter FC Basel; dock har det spekulerats om att de andra klubbarna som han spelade för gav inspirationen.
Gamper var den drivande kraften i klubben, men valde från början att hålla sig till att vara ledamot och klubbkapten. Han var fortfarande bara 22 år gammal och ville fokusera sig på att spela sporten som han älskade. Han spelade sammanlagt 48 matcher för FC Barcelona mellan 1899 och 1903 och gjorde över 100 mål. En av hans lagkamrater var Arthur Witty. Säsongen 1900/1901 var han med i laget som vann klubbens första pokal, Copa Macaya. Mästerskapet var det första helkatalanska mästerskapet genom tiderna. 1902 spelade han i den allra första Copa del Rey-finalen. Barcelona förlorade dock med 1–2 mot Club Vizcaya (numera Athletic Bilbao).

### Klubbpresident
1908 blev Gamper president för FC Barcelona för första gången. Han tog över positionen då klubben var på väg att läggas ner. Flera av klubbens bättre spelare hade slutat spela och saknade ersättare, något som påverkade klubben både på och utanför planen. Klubben hade inte vunnit något mästerskap sedan katalanska mästerskapet 1905 och ekonomin blev lidande. Gamper var president för klubben vid fem olika tillfällen (1908–1909, 1910–1913, 1917–1919, 1921–1923 och 1924–1925) och tillbringade 25 år hos klubben.
En av hans största bedrifter var att ge FC Barcelona en egen arena. Fram tills 1909 hade matcherna spelats på olika fotbollsplaner som inte ägdes av klubben. Gamper samlade ihop pengar från lokala företag och 14 mars 1909 flyttade de in på Carrer Indústria, en arena med kapacitet för runt 6–000 åskådare. Han startade även en kampanj för att rekrytera fler medlemmar och 1922 hade de över 10–000. Det ledde till att klubben fick flytta igen för att få plats med alla supportrar. Den nya arenan blev Les Corts med kapacitet för 20–000 åskådare (utökades senare till 60–000).
Gamper var även ansvarig för rekryteringen av legendaren Paulino Alcántara, klubbens meste målskytt genom tiderna och anställde 1917 Jack Greenwell som tränare. Under Gampers tid hos klubben vann Barcelona elva katalanska mästerskap, sex Copa del Rey och fyra Coupa de Pyrenées och därmed klubbens första "gyllene ålder". Förutom Alcántara hade laget spelare som Sagibarbá, Ricardo Zamora, Josep Samitier, Félix Sesúmaga och Franz Platko.
Gampers sista mandat slutade i kontroverser och personlig tragedi. 24 juni 1925 hånade Barcelonas fans Spaniens nationalsång och applåderade sedan brittiska "God Save The Queen" som spelades av ett band från Royal Marines. Diktatorn Primo de Rivera anklagade Gamper för att förespråka katalansk nationalism, och deras arena stängdes i sex månader. Gamper utvisades från Spanien och återvände till Schweiz, där han efter en tids depression och ekonomiska problem begick självmord 30 juli 1930.

### Joan Gamper i kulturen
1966 grundade FC Barcelonas dåvarande president, Enric Llaudet, Joan Gamper-pokalen i Gampers ära. Det är en försäsongsturnering som spelas av FC Barcelona med internationella gästklubbar och används traditionellt för att visa upp säsongens nya trupp.
Klubben har reserverat Gampers medlemsnummer permanent och döpt en gata efter honom (Carrer de Joan Gamper). FC Barcelonas stora träningsanläggning i Sant Joan Despí, strax väster om kommungränsen, har fått namnet Ciutat Esportiva Joan Gamper.